# Tristram Dalton
Tristram Dalton, född 28 maj 1738 i Newburyport, Massachusetts, död 30 maj 1817 i Boston, Massachusetts, var en amerikansk politiker.
Dalton utexaminerades 1755 från Harvard College. Han studerade sedan juridik men idkade hellre handel än att verka som jurist. Han var ledamot av Massachusetts House of Representatives, underhuset i delstatens lagstiftande församling, 1782-1785, varav talman 1784. Han valdes 1783 och 1784 till kontinentala kongressen men han deltog inte i arbetet där utan föredrog den lagstiftande församlingen i Massachusetts.
Han var ledamot av delstatens senat i Massachusetts 1785-1788. Han var därefter ledamot av USA:s senat i den första kongressen 1789-1791.